# Wild Planet
Wild Planet är new wave-bandet The B-52's andra studioalbum. Det lanserades 1980. Skivan innehöll till stor del låtar som valts bort från deras debutalbum. Den mest kända låten på skivan är "Private Idaho" som också släpptes som singel. Albumet blev mer framgångsrikt kommersiellt sett än gruppens debutalbum.

## Låtlista
Sida 1
1. "Party Out of Bounds"  (Fred Schneider/Keith Strickland/Ricky Wilson/Cindy Wilson/Kate Pierson) – 3:21
2. "Dirty Back Road" (R. Wilson/Robert Waldrop) – 3:21
3. "Runnin' Around" (Fred Schneider/Keith Strickland/Ricky Wilson/Cindy Wilson/Kate Pierson) – 3:09
4. "Give Me Back My Man" (Schneider/R. Wilson/Strickland/C. Wilson) – 4:00
5. "Private Idaho" (Fred Schneider/Keith Strickland/Ricky Wilson/Cindy Wilson/Kate Pierson) – 3:35

Sida 2
1. "Devil in My Car" (Schneider/R. Wilson/C. Wilson/Pierson) – 4:28
2. "Quiche Lorraine" (Schneider/Strickland,/R. Wilson) – 3:58
3. "Strobe Light" (Schneider/Strickland,/R. Wilson) – 3:59
4. "53 Miles West of Venus" (Schneider/R. Wilson/C. Wilson/Pierson) – 4:53

## Medverkande
The B-52's
- Fred Schneider – sång, percussion
- Kate Pierson – sång, keyboard
- Keith Strickland – trummor, percussion
- Cindy Wilson – sång, percussion
- Ricky Wilson – gitarr

Produktion
- Rhett Davies, The B-52's, Chris Blackwell – musikproducent
- Rhett Davies – ljudtekniker
- Benjamin Armbrister – assisterande ljudtekniker
- Robert Waldrop – omslagsdesign
- Lynn Goldsmith – foto

## Listplaceringar
- Billboard 200, USA: #18[1]
- UK Albums Chart, Storbritannien: #18[2]